# Émile Bin
Émile Bin (Parigi, 10 febbraio 1825 – Marly-la-Ville, 4 settembre 1897) è stato un pittore e politico francese.
Repubblicano e patriota, fu sempre impegnato in attività politiche.

## Biografia
Figlio di Marie Louise Cécile Gosse (o Marie Cécile Nicole Gosse) (1791-1867), solo nel 1832 fu riconosciuto da suo padre, il pittore Jean-Baptiste François Bin, ed intraprese la via dell'arte seguendo gli insegnamenti paterni, poi, fra 1837 e il 1840, studiò con lo zio materno, il pittore Nicolas Gosse.
In seguito divenne allievo di Léon Cogniet ed entrò il 30 marzo 1842 all'École des beaux-arts di Parigi, dove vinse, nel 1850, il primo secondo Prix de Rome con una tela intitolata "Zénobie trouvée sur les bords de l'Araxe". Pensò di ritentare il concorso l'anno seguente, con il soggetto "La Mort de Paralus", ma finì per rinunciarvi.
A partire dal 1845, Émile espose al "Salon dei quadri storici e dei ritratti" e, in quanto pittore decoratore, ornò con le sue realizzazioni dei palazzi privati: la biblioteca del Palazzo Pillet-Will, in rue Moncey, i palazzi Grellou, Millaud, Osmond, Pereire, Boulevard Malesherbes, Lesoufaché ed Erlanger, a Parigi, il palazzo Hecht a Strasburgo, e infine i palazzi Dauphinot, Holden e Hourlier a Reims; ma anche monumenti pubblici, come il "Musée des Souverains" nel Museo del Louvre, il Politecnico federale di Zurigo (fra il 1864 e il 1868), il Teatro di Reims nel 1867 e quello di Chambéry, il Municipio di Poitiers, la Facoltà di Farmacia di Parigi, l'anfiteatro del Museo Nazionale di Storia Naturale, alcune parti di edifici privati parigini: il salone Louigi XV dell'atelier di André Adolphe Eugène Disdéri, nel Boulevard des Italiens, il "Crédit mobilier", il primo e secondo piano del Grand Hotel di Parigi e, in collaborazione con suo zio, le pitture storiche decorative della grande sala dell'Hôtel du Louvre, nonché due chiese di Parigi ("Saint-Nicolas-du-Chardonnet" e "Saint-Sulpice").
Nell'ambito dell'Esposizione universale del 1867, Bin, in collaborazione con gli scultori Eugène Godin e Mallet, realizzò le decorazioni degli edifici (tempio, selamlik e gallerie) della sezione vice-reale egiziana, costruiti da Jacques Drevet, che gli valse la decorazione dell'Ordine del Médjidié.

Nel 1871, poi, il Governo Russo gli commissionò tre grandi composizioni: La Guerra, La Pace e La Fame (o La Peste).

Sin dall'inizio del Secondo Impero Bin fece parte della "Société des Éclectiques", per la quale realizzò numerose acqueforti, e nel 1880 
prese parte alla fondazione della "Société des artistes français" che l'anno seguente allestì il "Salon degli artisti francesi", alla cui organizzazione Bin collaborò fattivamente. Nel 1882, inoltre, egli pubblicò un "Progetto di associazione sindacale degli artisti francesi".
La predilezione di Bin per le scene storiche e aneddotiche, nonché per i nudi mitologici, lo collocano inequivocabilmente fra i pittori della scuola accademica della seconda metà del XIX secolo.

Bin ammirava particolarmente l'arte di Michelangelo e di Raffaello, che ispirarono la fermezza del tratto e l'aspetto scultoreo delle sue composizioni.
Nel 1866, accompagnando a Roma il suo migliore allievo e collaboratore, Paul-Joseph Blanc, Bin visitò esclusivamente la cappella Sistina e Villa Farnesina.
Pittore pienamente affermato, Bin fu nominato Cavaliere della Légion d'honneur nel febbraio del 1878. Il suo atelier ebbe diverse sedi: a Montmartre  (place de l'Abbaye), quindi rue du Château-Rouge, e infine rue Cauchois e rue Caulaincourt.
Émile Bin morì nel villaggio di Marly-la-Ville, non lontano da Parigi, all'età di 72 anni.

## Allievi

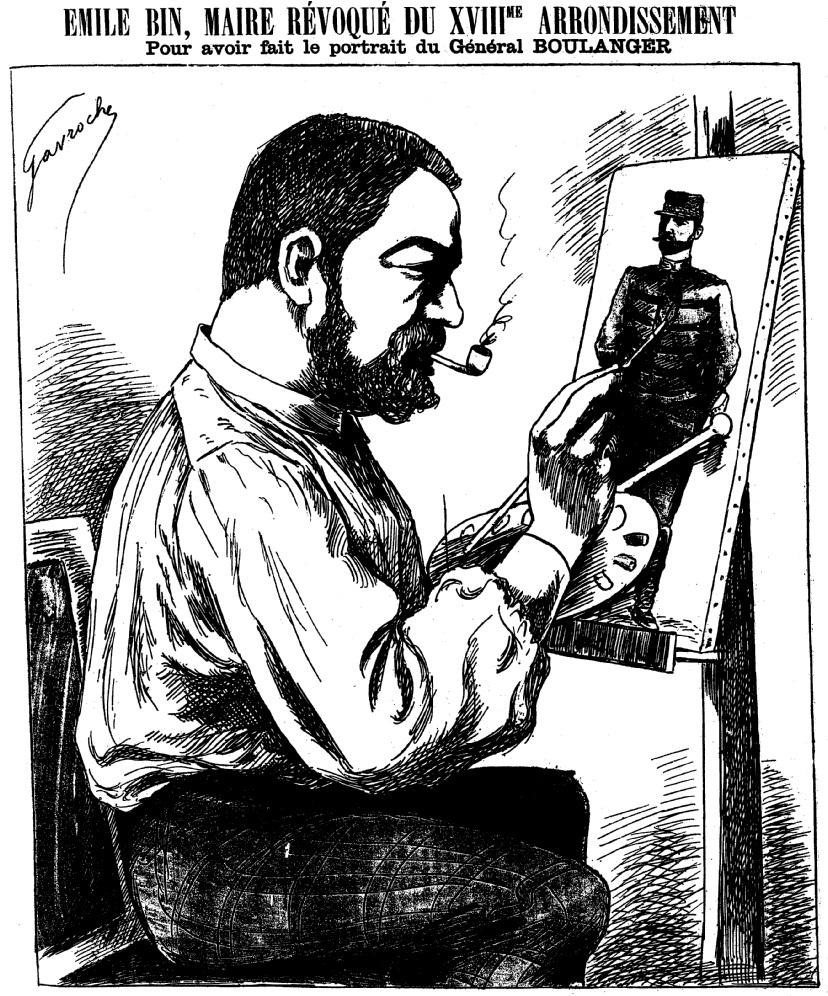
Émile Bin

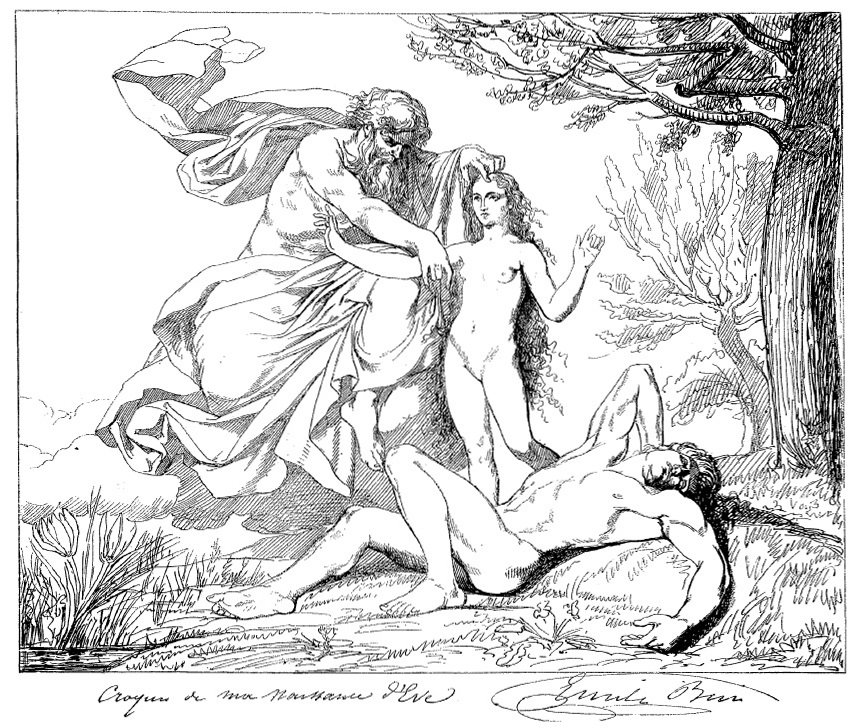
La nascita di Eva

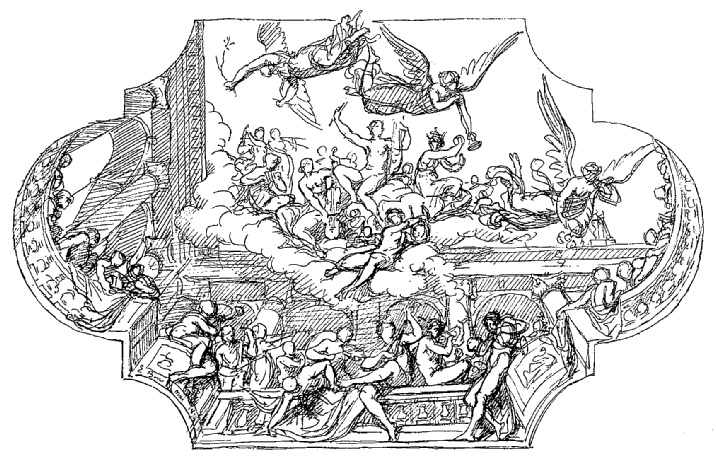
L'armonia

Bin aprì il proprio atelier nel 1876. Ebbe pertanto numerosi allievi, fra i quali si possono ricordare:
- Étienne Beaumetz
- Paul-Joseph Blanc
- Charles-Xavier-Jules Blu
- Maurice Eliot
- William Hall-Maxwell
- Ernest Victor Hareux
- Heill
- Edmond Jeron
- Antoine-Albert Lambert
- Henri Laurent-Desrousseaux
- Charles Léandre
- Henry-Léon Mabboux
- Pierre-Adhémar Marquant-Vogel
- Gaston-Charles Marquet
- Louise Milliet
- Paul Milliet, fratello della precedente.
- Alfred-Paul-Marie de Richemont
- Auguste-Félix Rippoz
- Henri Rivière* Schiff
- Paul Signac
- Paul-Léon Simonet
- François Thévenot

## Opere

### Dipinti
- Portrait de M. F. Adam, esposto al Salon del 1845.
- Ecce homo, 1846.
- Mort du Christ, esposto al Salon del 1847.
- Portraits de M. et de Mlle V…, esposto al Salon del 1848.
- Portait de M. Ch. V…, esposto al Salon del 1848.
- Portrait de Mlle Marie F…, esposto al Salon del 1849.
- Portrait du général Sauboul, fra il 1847 e il 1849.
- Portrait de Boniface de Castellane (1788-1862), esposto al Salon del 1850 (menzione d'onore).
- Portrait de M. et Mme …, esposto al Salon del 1850.
- Portrait de M. L. de L…, esposto al Salon del 1850.
- Portrait du consul Fourcade, 1852.
- Samson et Dalila, rifiutato dalla giuria del Salon del 1852.
- Jésus enfant sur les genoux de la sainte Vierge, 1853 (per la Chiesa di Marly-la-Ville).
- Portrait de l'Napoleone III, 1855 (per il Municipio di Montmartre).
- Martyre de saint Pothin, esposto al Salon del 1859 (distrutto prima del 1879).
- La Charité (cartone), esposto al Salon del 1859.
- Poete non dolet (Arria e Pœtus, da un aneddoto di Plinio il Giovane), esposto al Salon del 1861 (menzione d'onore).
- Orphée mis à mort par les bacchantes, esposto al Salon del 1863 (menzione d'onore). Acquistato dello Stato nel 1881 e assegnato nel 1883 al palazzo del Governatore della Martinica a Saint-Pierre.
- Sainte Anne et saint Joachim, 1864 (per la Chiesa di Saint-Nicolas-du-Chardonnet).
- Atalante et Hippomène, esposto al Salon del 1864 (acquistato dallo Stato e assegnato l'anno successivo al Museo d'Issoudun).
- Jésus reconnu par Sainte-Madeleine dans le jardin du sépulcre, esposto al Salon del 1865 (commissionato dalla Prefettura della Senna per la Chiesa di Gennevilliers).
- L'Illyssus et Le Céphise, frammenti del soffitto della sala grande del "Politecnico federale di Zurigo", esposti al Salon del 1867 (L'Illyssus fu acquistato dallo Stato nel 1881 e assegnato nel 1889 al Museo Henri-Martin di Cahors).
- Minerve, Thésée et Hercule (cartone), frammenti del soffitto della sala grande del "Politecnico federale di Zurigo, esposti al Salon del 1868.
- Portrait de M. Savoy, esposto al Salon del 1869 (venduto all'asta nel 2009).
- Portrait de M. Lagondeix, esposto al Salon del 1870.
- Naissance de Minerve (cartone), motivo centrale del soffitto, eseguito al Politecnico di Zurigo, esposto al Salon del 1870.
- La Mort de la Vierge (cartone per l'incorniciatura dell'altare della Vergine a Saint-Sulpice), esposto al Salon del 1870.
- Apollon et les Muses, Vendangeuse, Fileuse, Renommées, pitture per la cupola della sala, della galleria centrale del "foyer" e dei salotti del teatro di Reims, esposto al Salon del 1873.
- L'Assomption, La Mort de la Vierge, incorniciatura dell'altare della Vergine a Saint-Sulpice, tele applicate sull'intonaco, esposte al Salon del 1874.
- Prométhée et les Océanides, Hamlet et le fossoyeur, Horace tue Camille, Gennaro poignarde Lucrèce ; Stichas, danse bacchique, Maître Pathelin et Agnelet, Tartuffe et Elmire, Le Barbier de Séville, Rachel, Talma, Frédérick Lemaître, Mlle Mars, Baron, Préville (pitture su fondo di mosaico dorato), per il gran "foyer" e i salotti del Teatro di Reims, esposte al Salon del 1874.
- L'Harmonie, soffitto per la sala da pranzo del Palazzo della Légion d'honneur. Commissionato nel 1874 ed esposto al Salon del 1876.
- Portrait de M. Mallet, esposto al Salon del 1877.
- Portrait de M. H…, esposto al Salon del 1878.
- Portrait de Émile de Marcère, esposto al Salon del 1879.
- Portrait de Georges Clemenceau, député[7], esposto al Salon del 1880.
- La rivière le Clain e La rivière la Boivre, figure decorative per il soffitto della sala del Consiglio Municipale del Municipio di Poitiers, esposte al Salon del 1881.
- Plafond destinato alla sala del Consiglio Municipale del Municipio di Poitiers, esposto al Salon del 1882.
- Portrait de Pierre-Émile Engel, esposto al Salon del 1882.
- Mort à la peine (da una poesia di Félix Jahyer), esposto al Salon del 1883 (apparteneva a M. Vallois).
- Portrait de M. Fernoux, esposto al Salon del 1883 (apparteneva al soggetto).
- Salmacis et Hermaphrodite, esposto nel 1883 al Circolo della Francia-Contea[8].
- Portrait de Gabriel de Mortillet, esposto al Salon del 1884.
- Portrait de M. Berge, 1885.
- La confiance mal placée, esposto al Salon del 1886 (apparteneva a M. Albert Rousseau).
- Portrait de Mme Rousseau, esposto al Salon del 1887 (apparteneva a M. Albert Rousseau).
- Portrait de Mme Deschamps, esposto al Salon del 1887 (apparteneva al dottor L. Deschamps).
- Portrait de Georges Boulanger, esposto al Salon del 1888 (apparteneva al soggetto).
- Portrait de M. Duché, esposto al Salon del 1888 (apparteneva al soggetto).
- Portrait de M. Gustave Hubbard, député, esposto al Salon del 1890 (apparteneva al soggetto).
- Portrait de Mme Lattès, esposto al Salon del 1890 (apparteneva a M. Lattès).
- Portrait de M. L., esposto al Salon del 1891 (apparteneva al soggetto).
- Portrait de M. Bernbled, esposto al Salon del 1894 (apparteneva al soggetto).
- Portrait de Mme A. U…, esposto al Salon del 1895.

### Incisioni e illustrazioni
- Alexandre Pothey, La Muette, Daffis, 1870
- Société des Éclectiques, Almanach fantaisiste pour 1882, Parigi, Lemerre, 1881
- Société des Éclectiques, Almanach du vieux Paris pour 1884, Parigi, Lemerre, 1883
- Menu per la cena degli "Éclectiques", verso il 1880

### Sculture
- Portrait de M. Lagondeix, busto in gesso, esposto al Salon del 1890

## Galleria d'immagini

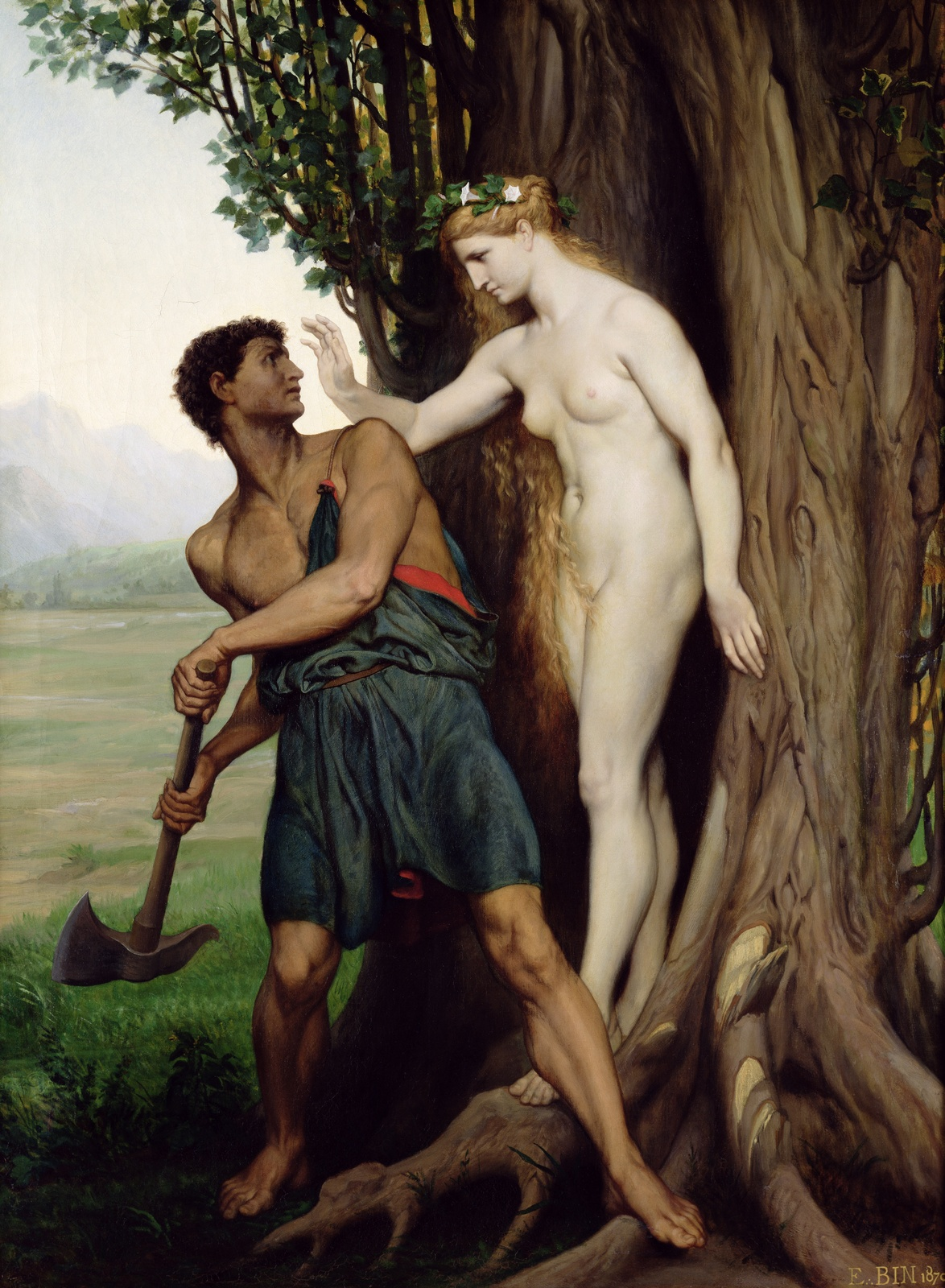
L'amadriade e il taglialegna
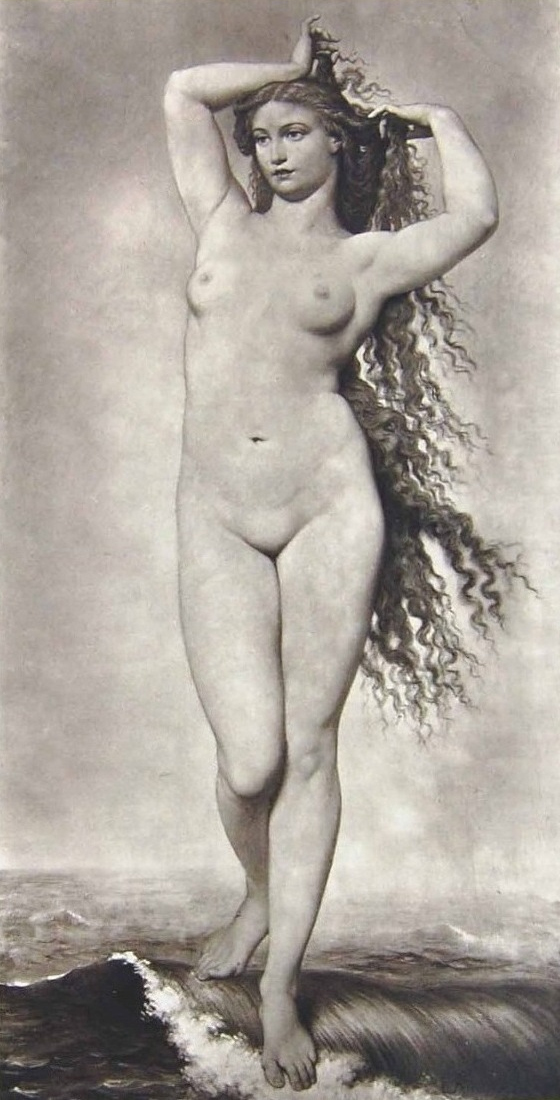
Venere Astarte
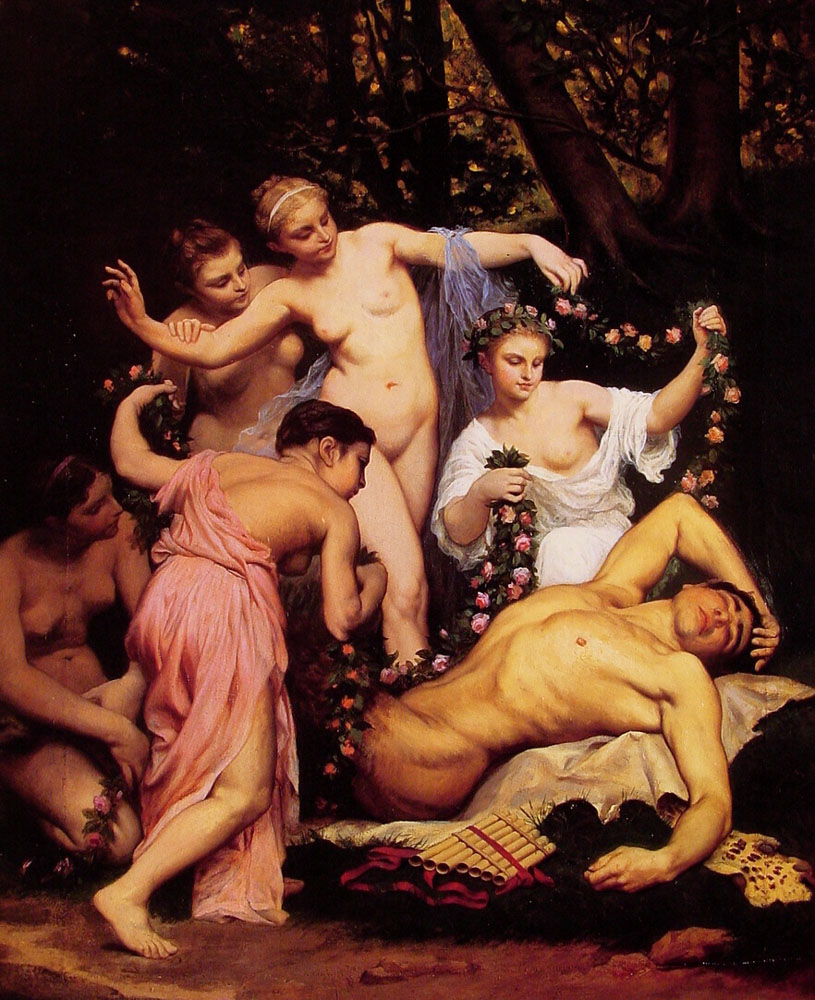
Un fauno sorpreso dalle ninfe
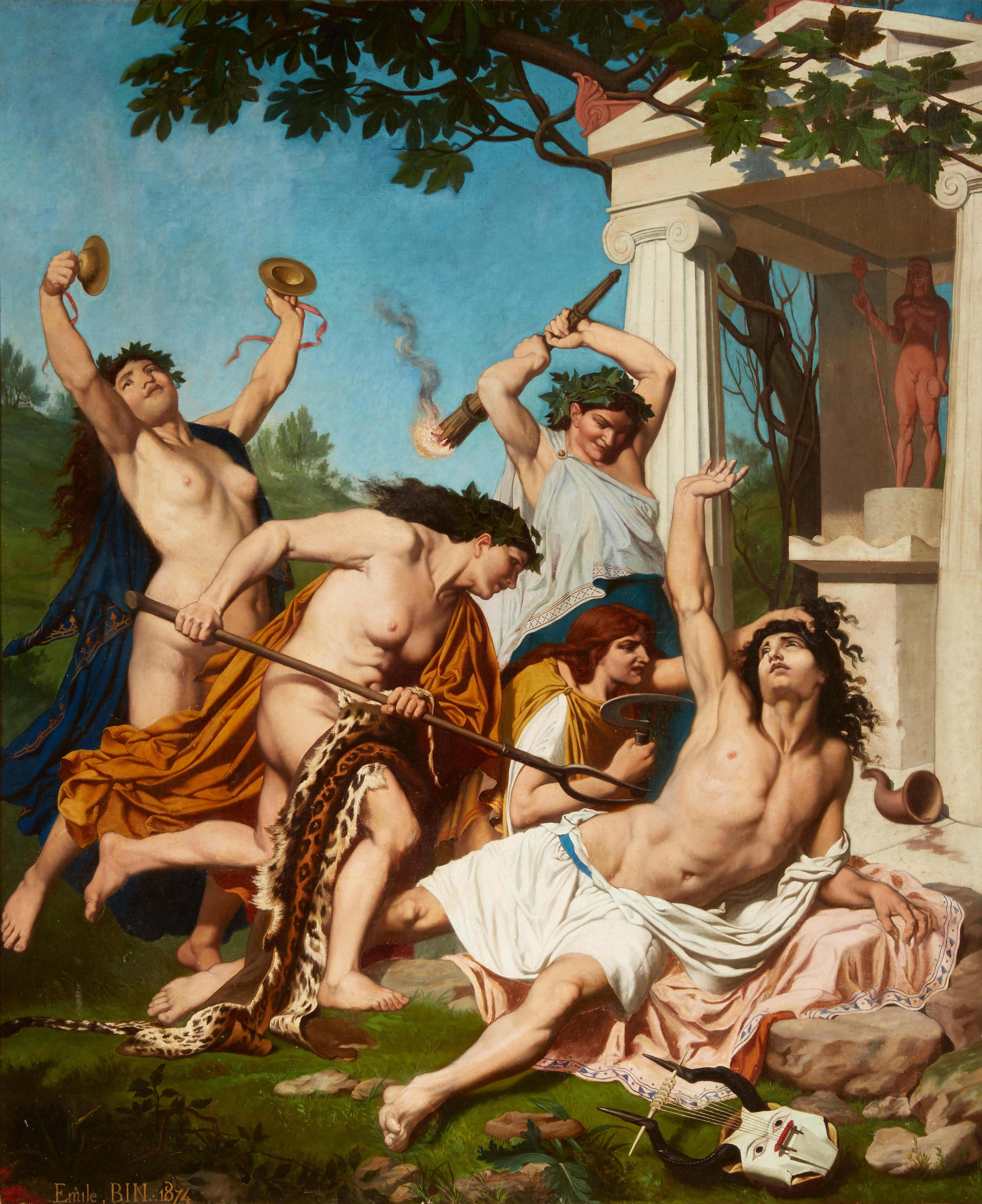
Orfeo ucciso dalle baccanti
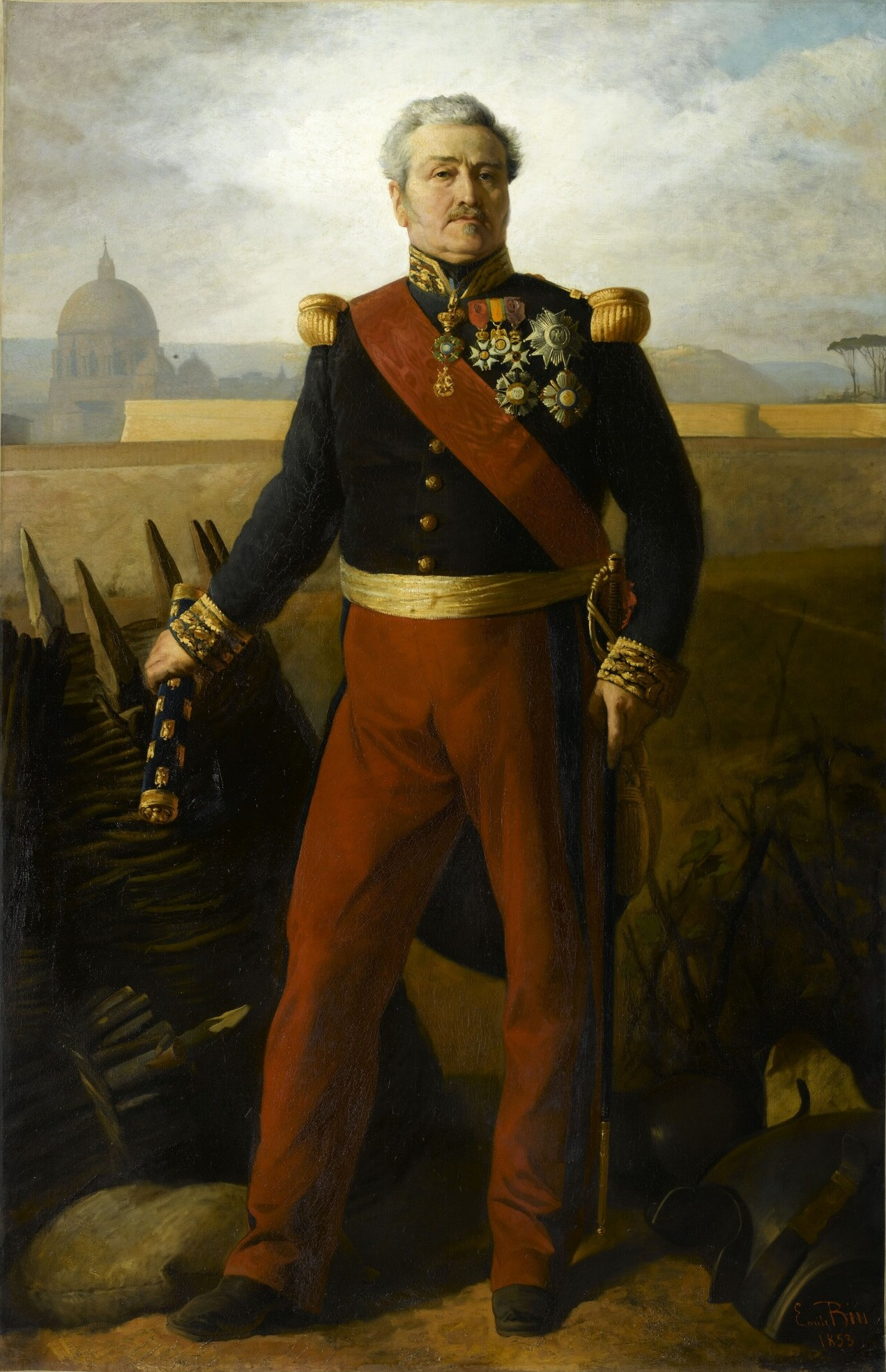
Ritratto del Maresciallo Vaillant